# Красный фуди
Красный фуди, или мадагаскарский фоди (лат. Foudia madagascariensis) — наиболее распространённая на Мадагаскаре птица из семейства ткачиковые.

## Описание
Английское слово «fody» и название семейства Foudia происходят от малагасийского названия красного fody Foudi или Fodi. У красного фуди самец и самка имеют разный облик. Женские особи и молодые птицы имеют неброское оливково-коричневое оперение, похожее на воробья. Самцы оранжевые или жёлтые с оливково-коричневыми кроющими перьями крыльев и хвоста. В брачный период они ярко-красного цвета. Их клюв чёрный. Птицы длиной примерно 12,5 см, весят от 14 до 19 г.

## Распространение
Он живёт почти во всех регионах острова, на сельскохозяйственных территориях, в саваннах, в городах и в буше на юго-западе. Он избегает только густые леса. В горах он встречается на высоте до 2 450 м. Птица была завезена человеком на Коморы, о. Реюньон, Маврикий, Родригес, Сейшельские острова, Чагос, Амирантские острова и на остров Св. Елены в южной Атлантике и успешно адаптировалась. Вне сезона размножения птицы живут большими стаями.

## Размножение
Красные фуди гнездятся с сентября по май. Они оставляют в этот период свою холостяцкую жизнь, образуют пары и самцы защищают участок радиусом примерно 20 м. Они строят своё гнездо на высоте до 8 м в высокой траве, кустах, на деревьях или в средних листьях пальм. В кладке 3 (2—4) яйца, высиживает которые только самка. Через 11—14 дней появляются птенцы, которые покидают гнездо через 15—16 дней. Выкармливают птенцов оба родителя. Содержащиеся в неволе птицы имели до 3-х кладок в течение 4 месяцев, таким образом предполагается, что живущие на свободе птицы гнездятся минимум дважды за сезон.

## Питание
Красные фуди питаются различными семенами, например, проса обыкновенного (Panicum) и перистощетинника (Pennisetum), а также насекомыми, пауками, цветочным нектаром и яйцами других птиц. В районах, где выращивается рис, они питаются преимущественно этим злаком. Они обрушиваются на поля стаями в сотни птиц, нанося тем самым большой ущерб урожаю.

## Изображения

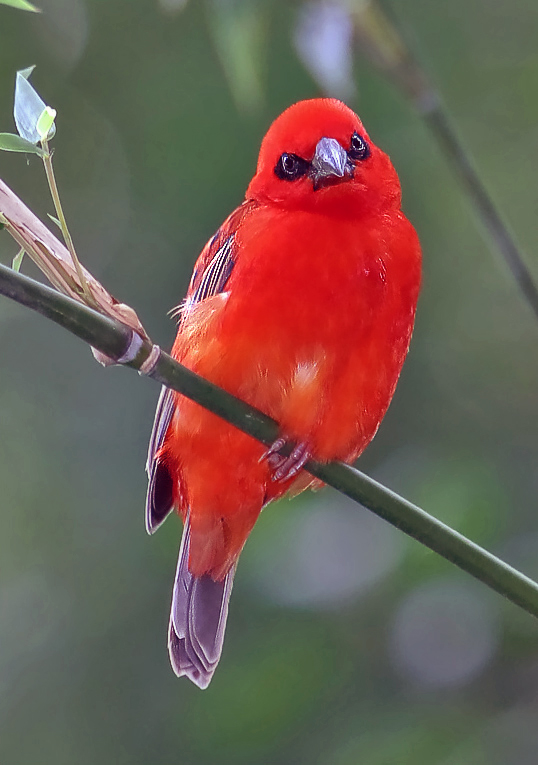
Самец в брачном наряде
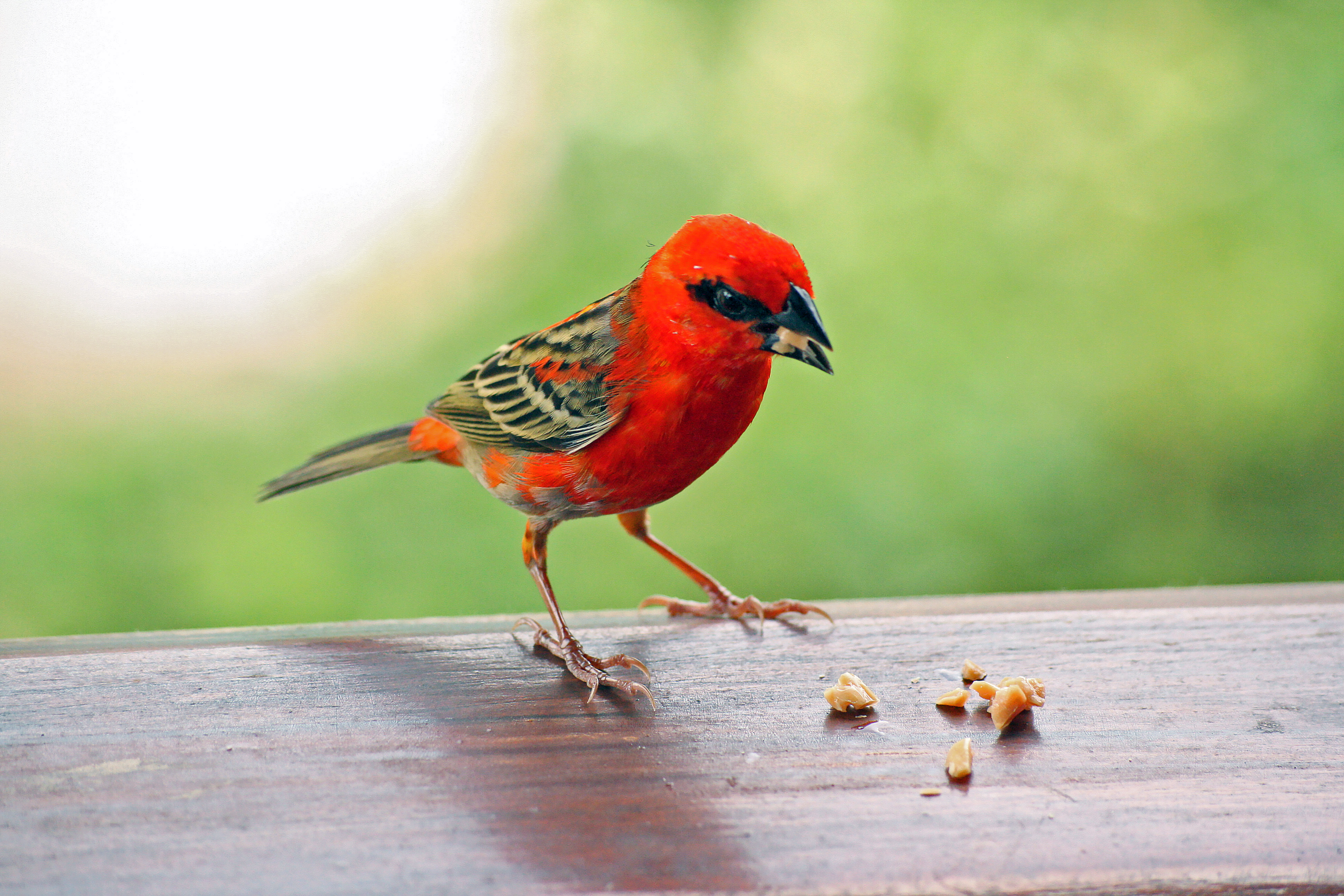
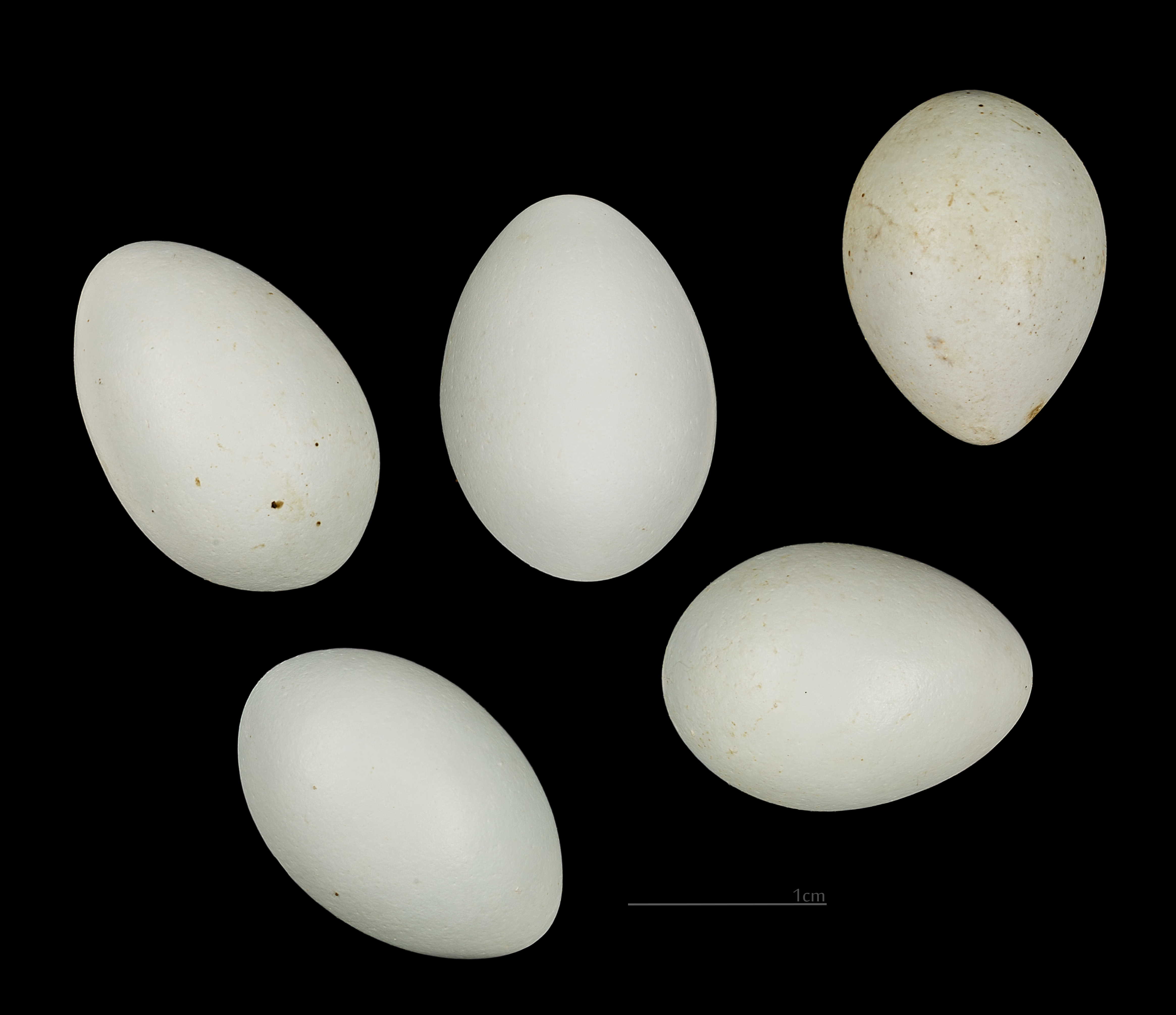